# Phytolacca acinosa
Espèce
Classification phylogénétique
Phytolacca acinosa est une espèce de plante de la famille des Phytolaccaceae.
Elle est originaire d'Asie orientale et est naturalisée en Europe et en Amérique du Nord, à la suite d'anciennes cultures à usage alimentaire.
Cette espèce se distingue du raisin d'Amérique par les caractères suivants :
- 8 étamines (au lieu de 10)
- 8 carpelles séparés (au lieu de 10 carpelles coalescents formant une baie à maturité)

Les jeunes pousses et les fruits de cette espèce sont comestibles, d'où le nom esculenta donné par Van Houtte.
Le jus des fruits a été jadis utilisé comme colorant alimentaire, pour par exemple colorer le vin de basse qualité.

## Synonyme
- Phytolacca esculenta Van Houtte

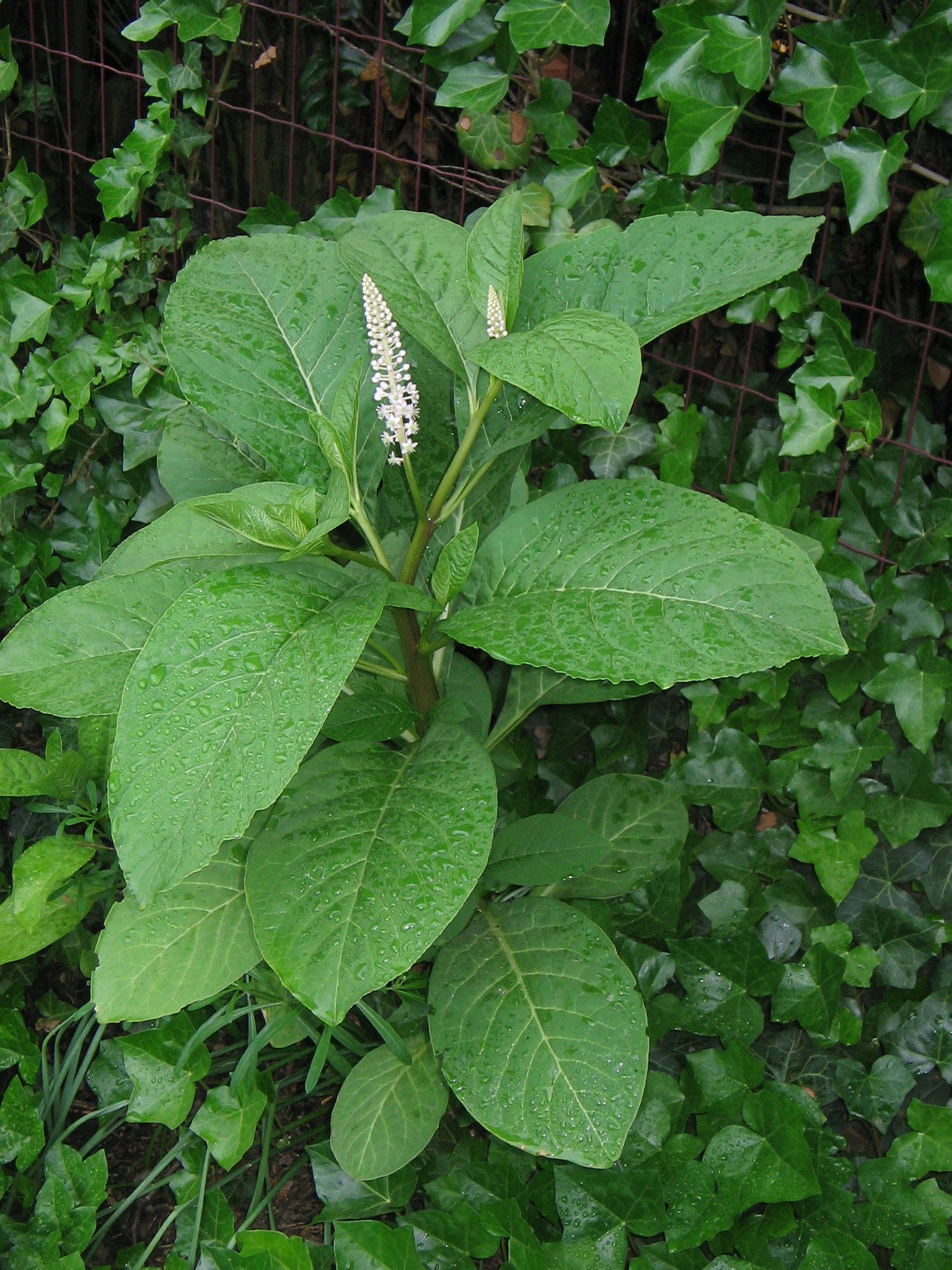
Plante en début de floraison
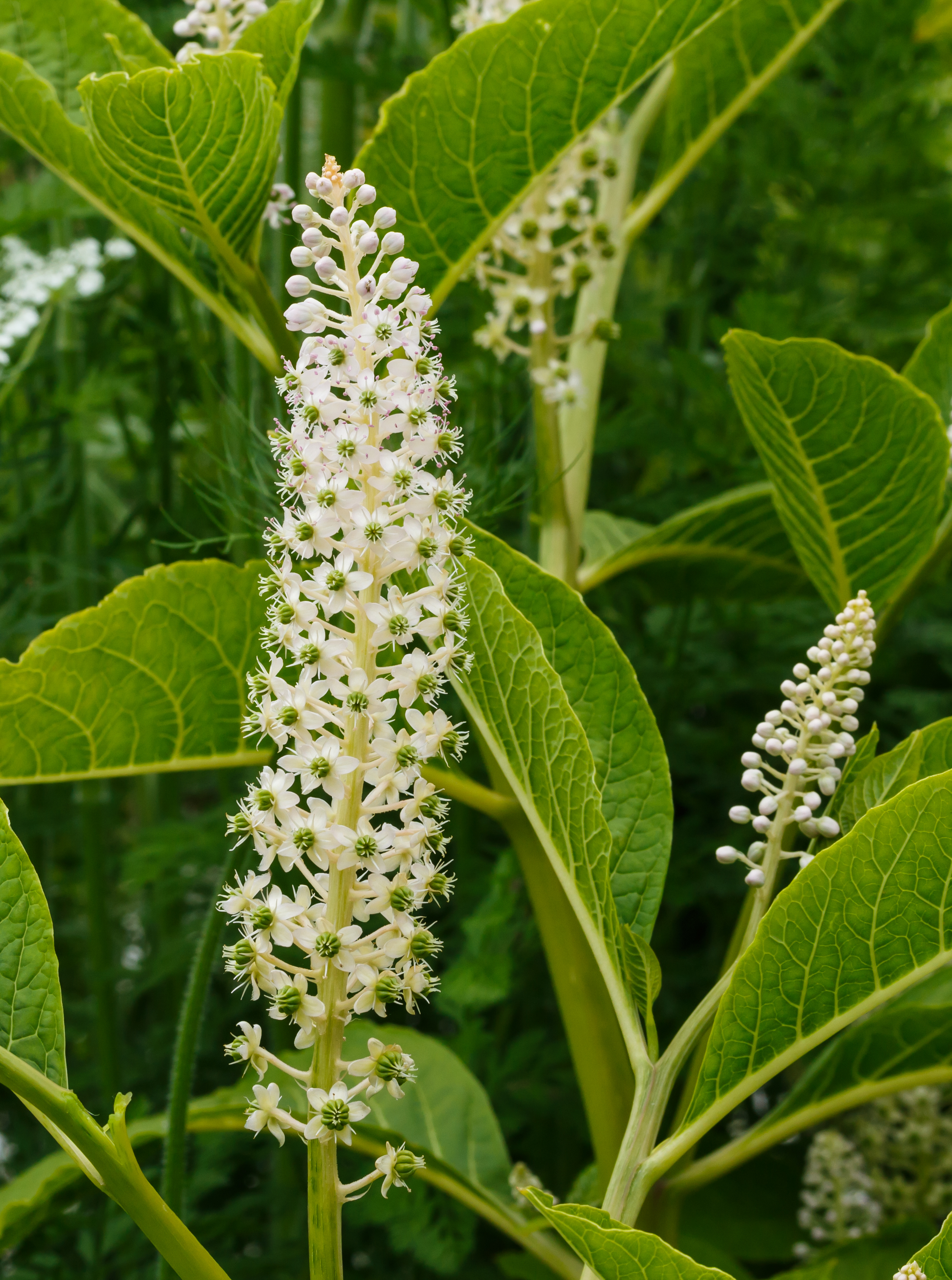
Inflorescence
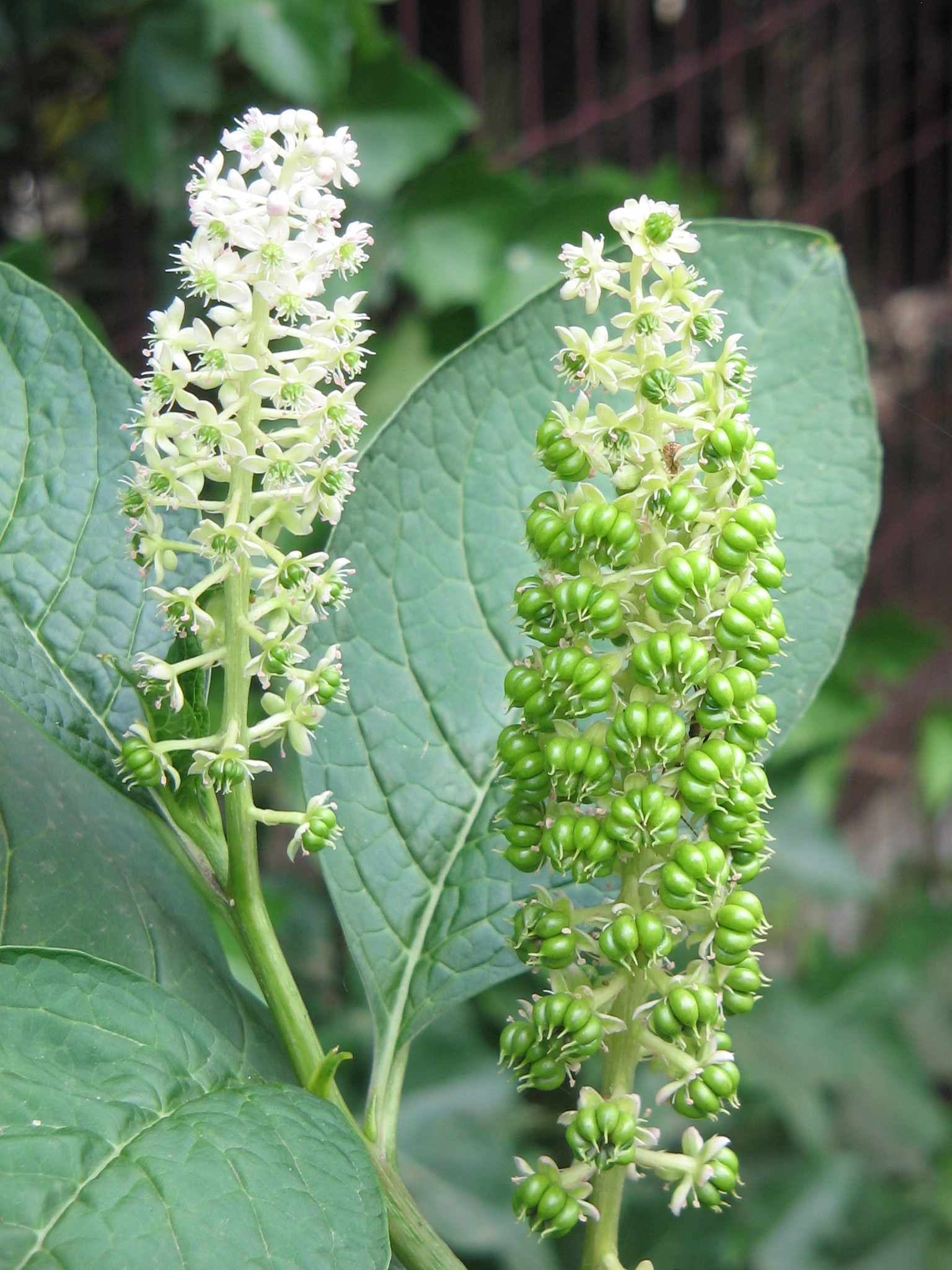
Inflorescences avec jeunes fruits

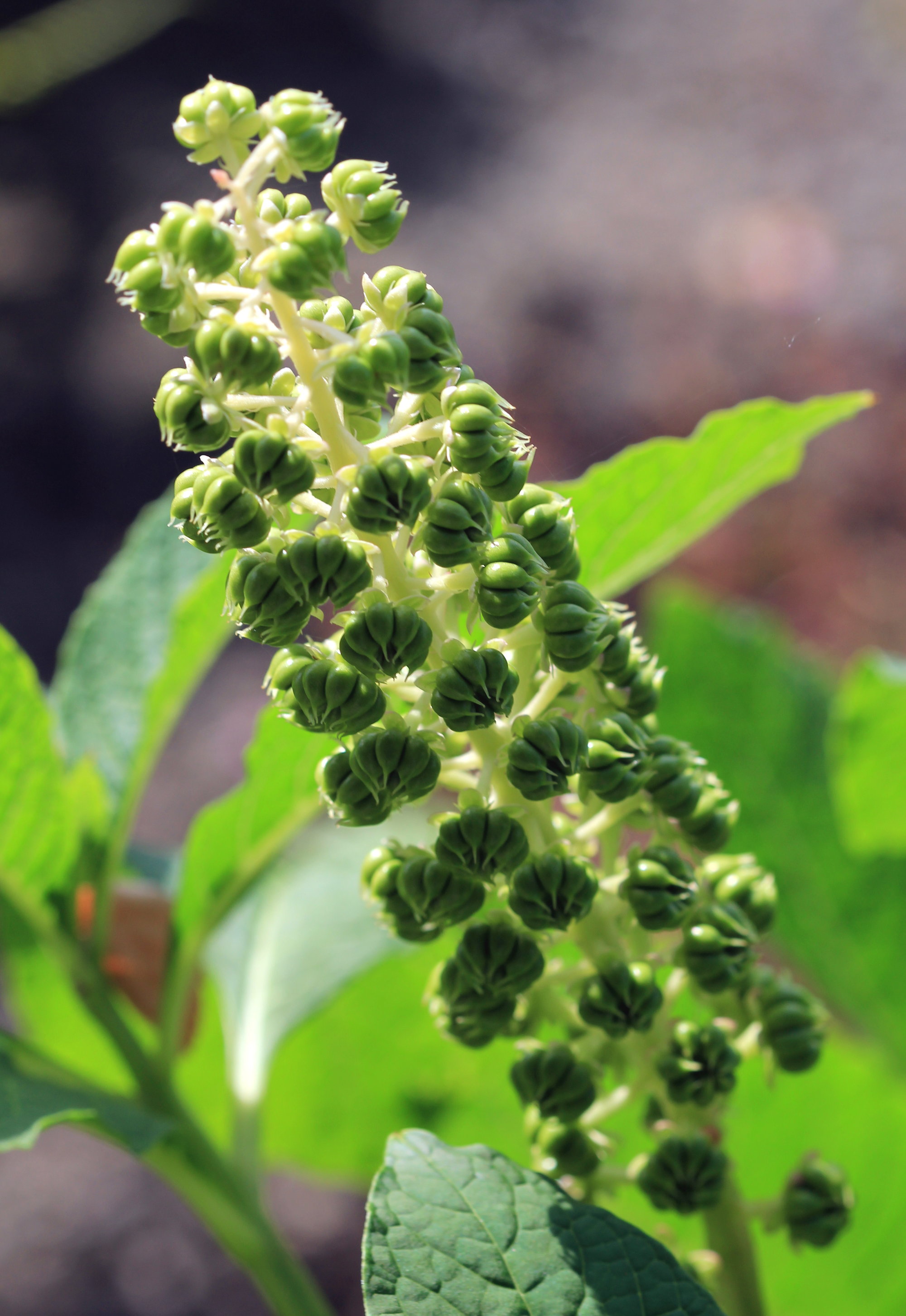
Fruits vert
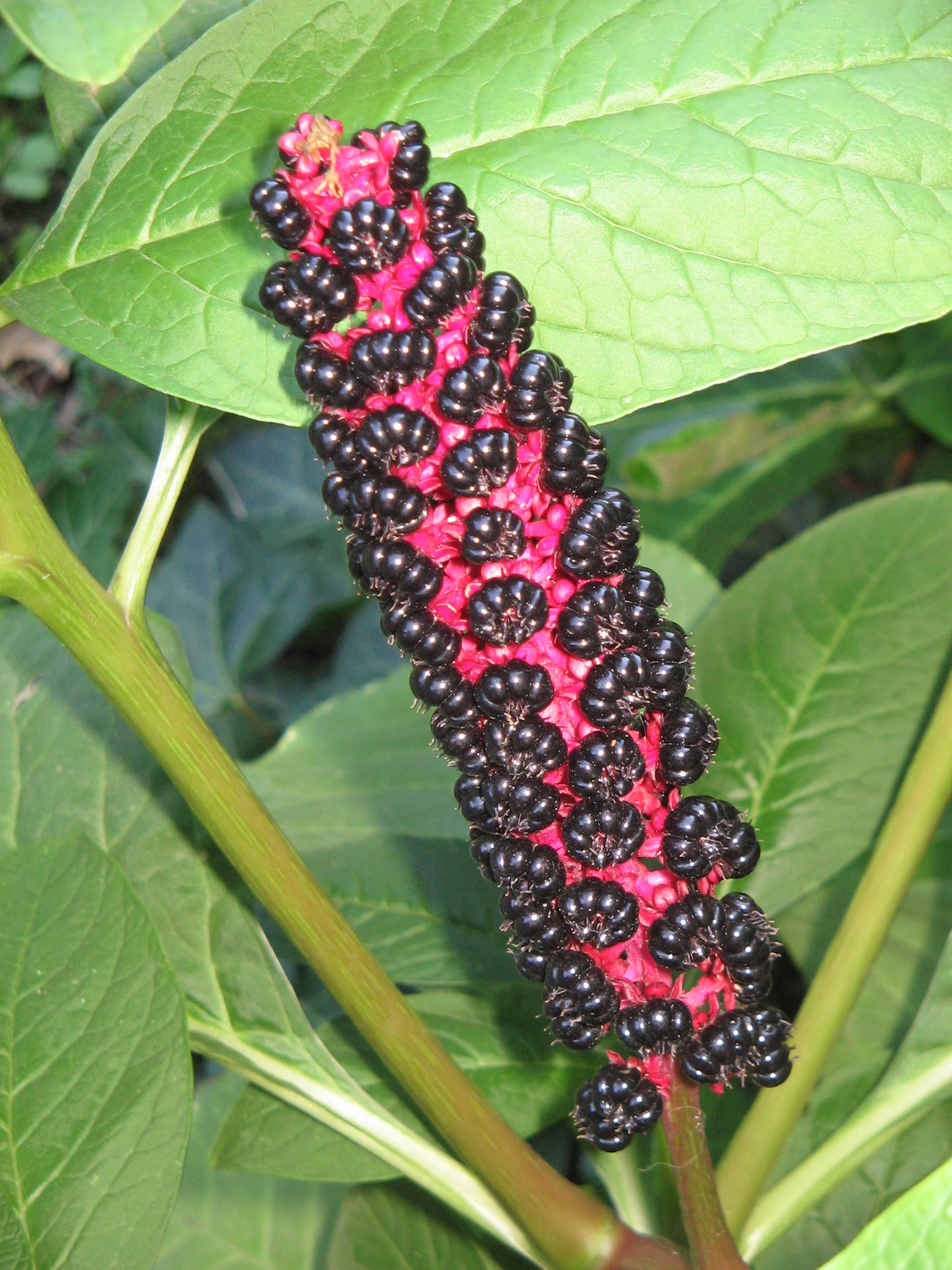
Fruits mûrs
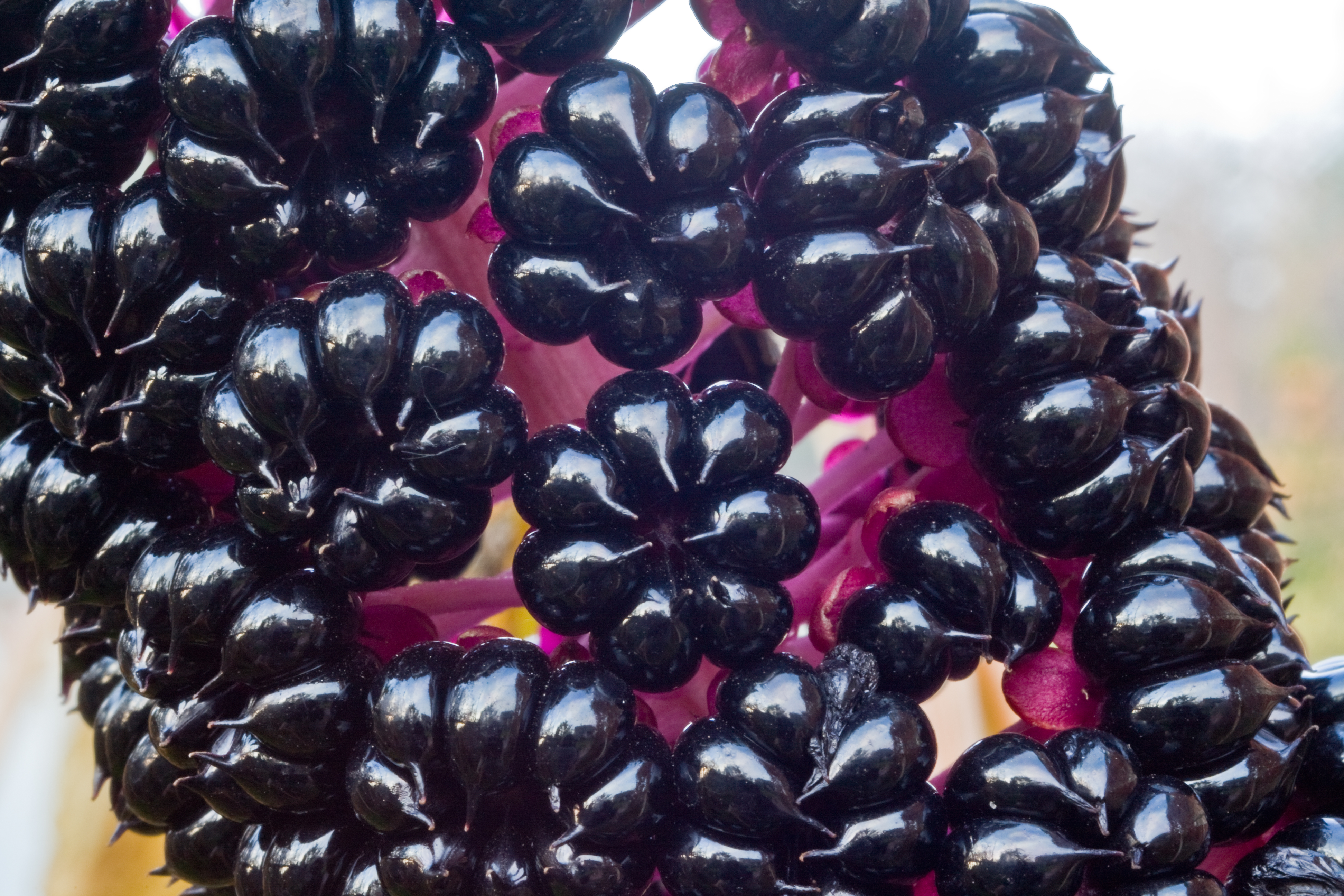
Détail des fruits

## Remarque
Attention à ne pas confondre avec Phytolacca acinosa sensu Pope, qui est en fait Phytolacca icosandra L.